# نشان خدمات امپراتوری
نشان خدمات امپراتوری (انگلیسی: Imperial Service Order) از نشان‌های امپراتوری بریتانیا است و نخستین بار توسط پادشاه ادوارد هفتم، در اوت ۱۹۰۲ اهدا شد. این نشان در زمان بازنشستگی به مدیران و کارکنان خدمات اداری در سراسر امپراتوری بریتانیا، برای خدمات طولانی و شایسته اعطا می‌شود. یک فرد اغلب باید ۲۵ سال در سیستم اداری خدمت کرده باشد، تا واجد شرایط دریافت این نشان شود.